# Adivasi

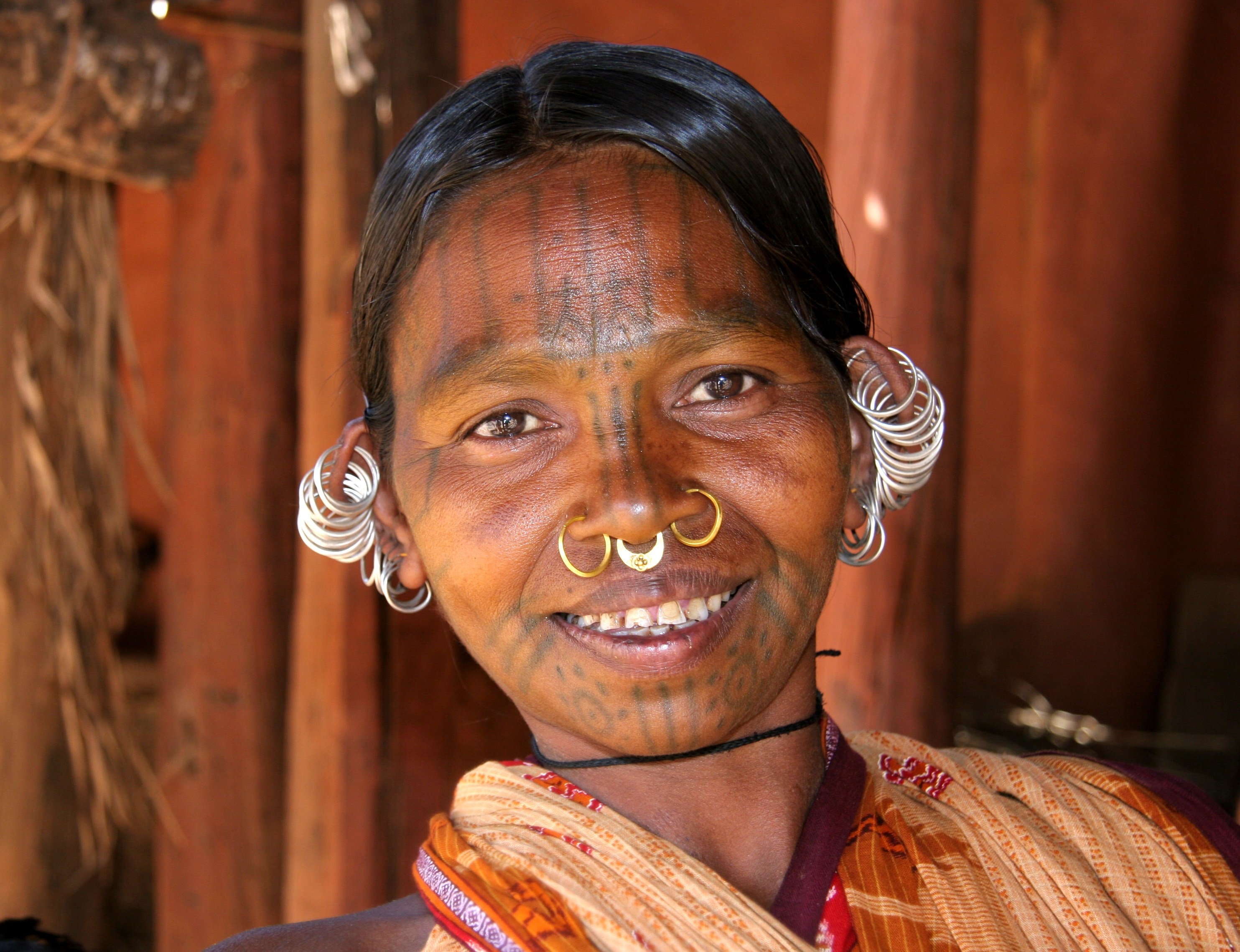
Mujer del grupo tribal kutia kondh, en Orissa.

Adivasi es la denominación general del conjunto heterogéneo de grupos étnicos o tribales indígenas de la India. Son conocidos también como las tribus de la India en contraposición a las castas de la India pues, al igual que los dalit, no constituyen una casta. Esto mismo explica que no formen parte de la creencias hindúes, sino que cada una posee la suya propia.
El término ādivāsī (आदिवासी) significa "habitantes originales" o "autóctonos", pues son un grupo muy heterogéneo que constituye la población aborigen de la India, anterior a las migraciones arias.
Su coordinación por toda la India está a cargo de al menos dos organizaciones: la AICFAIP (All India Coordinating Forum for Adivasis and Indigenous Peoples) y la ICITP (Indian Confederation of Indigenous and Tribal Peoples), ambas con sede en Nueva Delhi.
Hay otras organizaciones, principalmente a nivel estatal. La organización que pretende organizar a los adivasi en los pequeños pueblos de la Guyarat es la Association for Integrated Tribal Development (Adivasi Sarvangi Vikas Sangh).
Más de 300 grupos tribales han sido reconocidos oficialmente desde 1950 y comprenden aproximadamente el 7 % de la población total del país, lo que significa que la India es el país con la mayor concentración de pueblos indígenas del mundo. Están distribuidas por toda la India excepto en el Norte. Se encuentran principalmente en los estados de Orissa, Madhya Pradesh, Chhattisgarh, Rayastán, Guyarat, Maharashtra, Andhra Pradesh, Bihar, Jharkhand, Bengala Occidental, Mizoram, otros estados del noreste y en las islas de Andamán y Nicobar.
Lingüísticamente, la mayoría son hablantes de lenguas dravídicas, austroasiáticas y tibeto-birmanas, en contraste con la mayoría de la población que forman las castas y son mayormente indoarios. Solo los tamiles, telugus, canareses y malabares son pueblos que forman las castas y son la mayoría de la población en el sur de la India, aunque hablan lenguas drávidas.

## Principales tribus

Percent of scheduled tribes in India by tehsils by census 2011

La Constitución de la India reconoce 645 tribus. Oficialmente se denominan en inglés Scheduled Tribes: cuya traducción sería "tribus catalogadas" o "tribus reconocidas". Entre ellas están:

### Andhra Pradesh
- 1) andh y raghu
- 2) bagata
- 3) bhil
- 4) chenchu o chenchwar
- 5) gadabas
- 6) gond naikpod, rajgond
- 7) goudu
- 8) hill reddis
- 9) jatapus
- 10) kammara
- 11) kattunayakan
- 12) kondhs
- 13) nayaks
- 14) ronia
- 15) savaras
- 16) thoti
- 17) yenadis
- 18) yerukulas.

### Assam
- 1) chakma
- 2) dimasa, kachari
- 3) garolo
- 4) hmar
- 5) khasi,
- 6) Varias tribus kuki
- 7) hajong
- 8) lakher
- 9) mizo
- 10) mikir
- 11) naga
- 12) pawi
- 13) bodo
- 14) deori
- 15) lalung
- 16) mising
- 17) rabha

### Bijar
- 1) asur
- 2) baiga
- 3) banjara
- 4) birhor
- 5) chik baraik
- 6) gond
- 7) karmali
- 8) kharia
- 9) khond
- 10) kisan
- 11) kora
- 12) korwa
- 13) mahli
- 14) munda
- 15) oraon
- 16) santal
- 17) sauria paharia

### Guyarat
- 1) barda
- 2) bharwad
- 3) varios bhil
- 4) charan
- 5) dhanka
- 6) dhodia
- 7) gamit
- 8) gond (o gondi).
- 9) koli
- 10) kunbi
- 11) rabari
- 12) siddi
- 13) varli

### Himachal
- 1) gaddi y shippis

### Karnataka
- 1) barda
- 2) varios bhils
- 3) chenchu o chenchwar
- 4) gamit
- 5) gond
- 6) irular
- 7) jenu kuruba
- 8) kadu kuruba
- 9) kammara
- 10) kanivan
- 11) kathodi,
- 12) kattunayakan
- 13) konda
- 14) koya,
- 15) kudiya,
- 16) kuruba
- 17) maratha
- 18) marati
- 19) meda
- 20) siddi
- 21) toda
- 22) valmiki
- 23) varli

### Kerala
- 1) irular
- 2) kadar
- 3) kammara
- 4) kattunayakan
- 5) konda
- 6) kota
- 7) kudiya
- 8) mudugar
- 9) muduvan o muthuvan
- 10) paliyan
- 11) ulladan

### Madhya Pradesh
- 2) andh
- 3) baiga
- 4) bharia
- 5) bhil,
- 6) agariya
- 7) bhunjia
- 8) gadaba
- 9) varias tribus gond
- 10) kawar
- 11) kharia
- 12) kol
- 13) kolam
- 14) korku
- 15) kori
- 16) manjhi
- 17) majhwar
- 18) meena
- 19) munda
- 20) oraon, dhanka
- 21) panika
- 22) pao
- 23) varios pardhi
- 24) sahariya, saharia

### Maharashtra
- 1) andh
- 2) baiga
- 3) barda
- 4) baki
- 5) varios bhil
- 6) bhunjia
- 7) dhanka
- 8) dhanwar
- 9) dhodia
- 10) gamit
- 11) muchos gond
- 12) kamar
- 13) kawar
- 14) kharia
- 15) kol
- 16) kolam
- 17) korku
- 18) koya
- 19) oraon
- 20) thakur
- 21) thoti
- 22) warli

## Manipur
- 1) aimol
- 2) anal
- 3) angami
- 4) chiru
- 5) chothe
- 6) gangte
- 7) hmar
- 8) kabui
- 9) koirao
- 10) koireng
- 11) kom
- 12) lamgang
- 13) mao
- 14) maram
- 15) maring
- 16) mizo
- 17) monsang
- 18) moyon
- 19) paite
- 20) purum
- 21) ralte
- 22) sema
- 23) simte
- 24) suhte
- 25) tangkhul
- 26) thadou
- 27) vaiphei
- 28) zou